# Яворув (Нижньосілезьке воєводство)
Яворув (пол. Jaworów) — село в Польщі, у гміні Вйонзув Стшелінського повіту Нижньосілезького воєводства.
Населення — 235 осіб (2011).
У 1975—1998 роках село належало до Вроцлавського воєводства.

## Демографія
Демографічна структура станом на 31 березня 2011 року:
|          | Загалом | Допрацездатний вік | Працездатний вік | Постпрацездатний вік |
| -------- | ------- | ------------------ | ---------------- | -------------------- |
| Чоловіки | 112     | 29                 | 73               | 10                   |
| Жінки    | 123     | 36                 | 61               | 26                   |
| Разом    | 235     | 65                 | 134              | 36                   |